# رساله جانوران

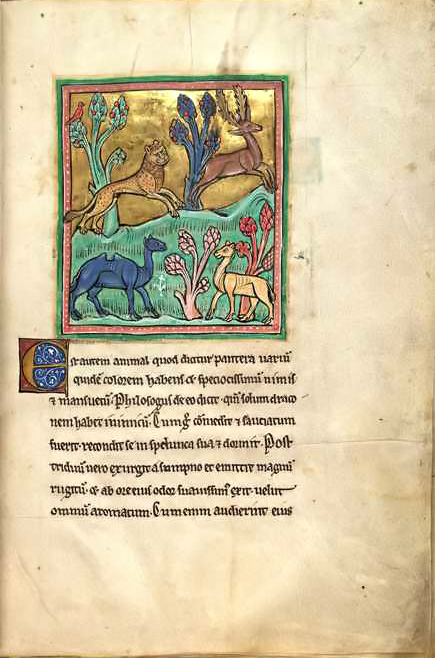
"پلنگ" از مجموعهٔ جانوران قرن سیزدهم که به "مجموعهٔ جانوران روچستر (Rochester)" معروف است.

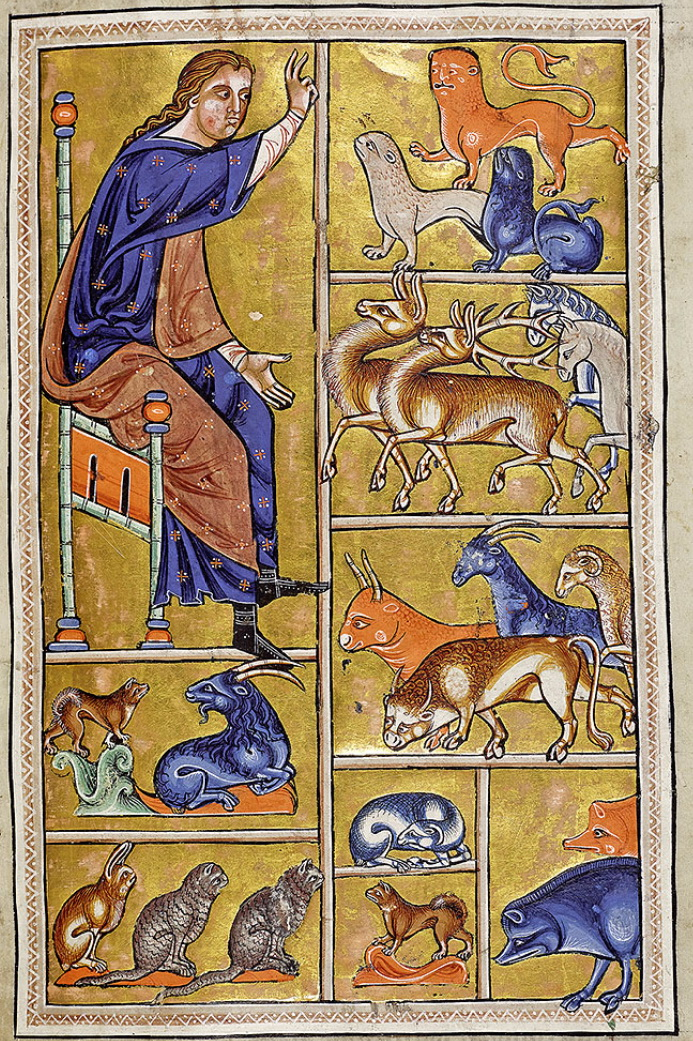
آدم در حال نامگذاری حیوانات - قرن دوازدهم مجموعهٔ جانوران آبردین (Aberdeen)

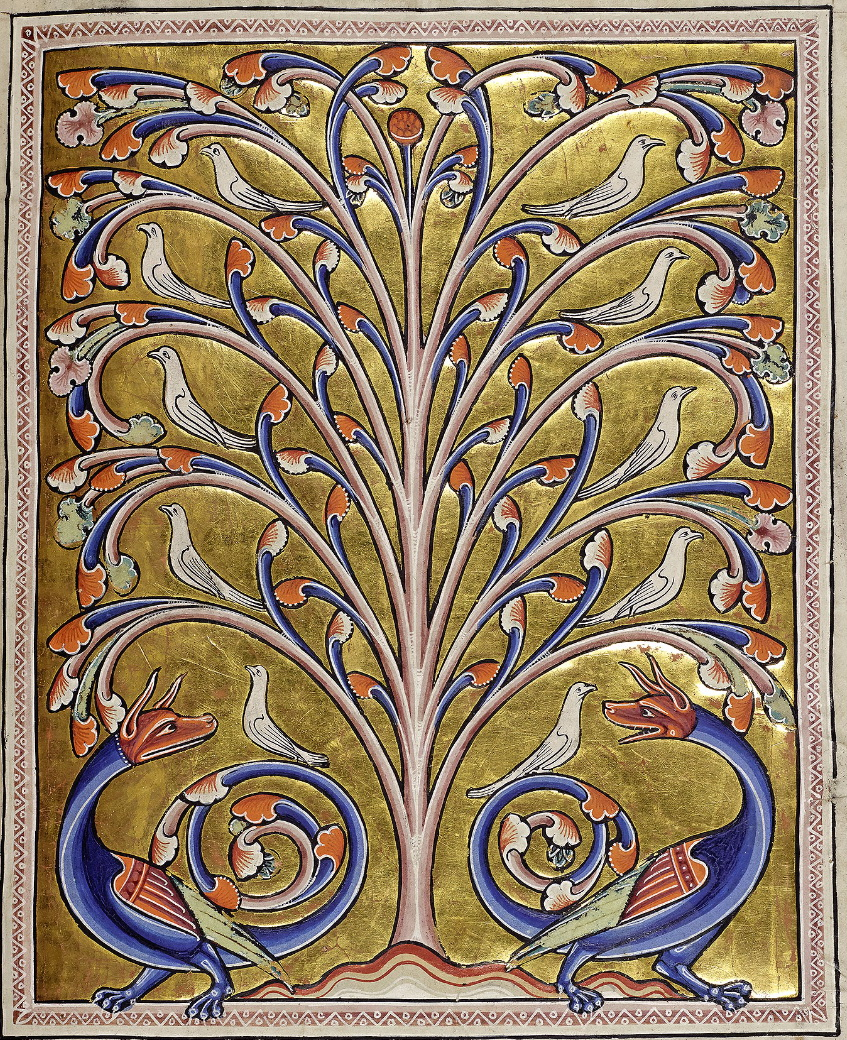
درخت پریدکسیون (Peridexion)

رسالهٔ جانوران یا مجموعهٔ جانوران یا مجموعهٔ شناخت جانوران یا معرفة الحیوان (به انگلیسی: bestiary)، (از bestiarum vocabulum) مجموعه کتاب‌های فشرده (یا مُجمَل) است که گردآوری‌کننده تشریحی یا تحلیلی از جانوران است. منشأ آن در دنیای باستان می‌باشد، این مجموعه‌ها در قرون وسطی در مجلدهای مصور که جانوران مختلف و حتی سنگ‌ها یا صخره‌ها را توصیف می‌کردند محبوبیت پیدا کردند. تاریخ طبیعی و تصویر هر جانور معمولاً با یک درس اخلاقی همراه بود. این منعکس کننده این باور بود که جهان خود کلام خداست و هر موجود زنده معنی یا هدف خاص خود را دارد. به عنوان مثال، پلیکان که اعتقاد بر این بود که سینه‌اش را می‌شکافند تا با خون خود بچه‌هایش را زنده کند، نمادی از عیسی بود. از این رو، بهترین ارجاع به زبان نمادین جانوران در هنر و ادبیات مسیحی غربی است.

## تاریخچه
مجموعهٔ جانوران - کتاب جانوران قرون وسطایی - در قرون وسطی (حدود ۵۰۰ تا ۱۵۰۰) یکی از محبوب‌ترین متون تذهیب شده در شمال اروپا بود. مسیحیان قرون وسطی هر عنصری از جهان را به عنوان مظهر خدا می‌دانستند و مجموعهٔ جانوران تا حد زیادی بر معنای مذهبی هر جانور متمرکز شده بود. بسیاری از چیزهایی که در این کتاب موجود است از یونانیان باستان و فیلسوفان آنها آمده است. اولین جلد از مجموعه جانوران به شکلی که بعداً در آن رایج شد، یک جلد یونانی از نویسنده ناشناس از قرن دوم به نام فیزیولوگوس بود که خود دانش و حکمت باستانی دربارهٔ جانوران را در نوشته‌های نویسندگان کلاسیک مانند «historia animalium» از ارسطو و آثار مختلف توسط هرودوت، پلینی بزرگ، سولینوس، آلیان و سایر طبیعت شناسان خلاصه می‌کرد.

## محتوا
محتویات مجموعهٔ قرون وسطایی اغلب از ترکیب منابع متنی قدیمی‌تر و گزارش‌های جانوران، مانند فیزیولوگوس، به‌دست می‌آمدند.
مجموعهٔ جانوران قرون وسطایی حاوی توضیحات و تصاویر دقیقی از گونه‌های بومی اروپای غربی، جانوران عجیب و غریب و جانورانی بود که در دوران امروزی به عنوان جانوران خیالی در نظر گرفته می‌شوند. توصیف جانوران شامل ویژگی‌های فیزیکی مربوط به موجود بود، اگرچه این‌ها اغلب از نظر فیزیولوژیکی با اخلاقیات یا معنویات مسیحیت که از جانوران نشان می‌داد نادرست بودند. پس از آن توصیف اغلب با تصویری هنری از جانور همان‌طور که در رساله شرح داده شده است همراه بود. برای مثال، در یکی از رساله‌ها، عقاب در تصویر کشیده شده است و گفته می‌شود که «پادشاه پرندگان» است.
رساله جانوران به روش‌های مختلف بر اساس منابعی که از آنها استفاده می‌کردند سازماندهی شدند. توصیفات را می‌توان بر اساس گروه‌های جانوری، مانند موجودات زمینی و دریایی یا به صورت الفبایی سازماندهی کرد. با این حال، متون هیچ تمایزی بین جانوران واقعی و خیالی قائل نشدند. توصیف موجوداتی مانند اژدها، اسب شاخدار، باسیلیسک، گریفین و کالادریوس در این گونه آثار رایج بود و در میان گزارش‌های خرس، گراز، آهو، شیر و فیل در هم آمیخته شد. در یکی از منابع، نویسنده توضیح می‌دهد که چگونه افسانه‌ها و مجموعهٔ جانوران به یکدیگر پیوند نزدیک دارند، به‌طوری‌که «هر فصل از مجموعهٔ جانوران، هر افسانه در یک مجموعه، متنی دارد و معنایی دارد.
این عدم تفکیک موجودات واقعی و خیالی غالباً با این فرض همراه بوده است که مردم در آن زمان به آنچه دوره مدرن به عنوان جانداران خیالی طبقه‌بندی می‌کند اعتقاد داشتند. با این حال، این فرض در حال حاضر مورد بحث است و توضیحات مختلفی ارائه شده است.

## اهمیت مذهبی
اهمیتی که بین جانوران و مذهب نشان داده شده است خیلی پیش از آغاز پیدایش مجموعهٔ جانوران وجود داشته است. در بسیاری از تمدن‌های باستانی به جانوران و معنای (هدف) آنها در آن دین یا اسطوره خاصی که امروزه می‌شناسیم اشاره شده است. این تمدن‌ها شامل مصر و خدایانشان با صورت جانوران بود یا یونان که برای موجودات خدامانند خود جانوران نمادینی داشت که نمونه آن زئوس و عقاب بود. با توجه به این که جانوران پیش از اینکه مجموعهٔ جانوران و درس‌هایشان منتشر شود، بخشی از دین بودند، تحت تأثیر مشاهدات گذشته معنا و همچنین تمدن‌های قدیمی‌تر و تفسیر آنها قرار گرفتند.

## یادداشت
1. ↑  James, Montague Rhodes (1931). "The Bestiary". History. 16 (61): 1–11. doi:10.1111/j.1468-229X.1931.tb00001.x. JSTOR 24400559.
2. ↑  "British Library". www.bl.uk. Archived from the original on 16 February 2022. Retrieved 2022-05-03.
3. ↑  Henderson, Arnold Clayton (January 1982). "Medieval Beasts and Modern Cages: The Making of Meaning in Fables and Bestiaries". PMLA/Publications of the Modern Language Association of America. 97 (1): 40–49. doi:10.2307/462239. JSTOR 462239.
4. ↑  "Animal Symbolism (Illustrated)". Open SIUC.